# Хавский, Пётр Васильевич
Пётр Васильевич Хавский (1771—1876) — русский историк и правовед, один из составителей кодификации Сперанского, автор нескольких трудов по истории Москвы.

## Биография
Родился 4 (15) июня 1771 года в Егорьевске в семье протоколиста. Службу начал с самой маленькой должности — подкопииста в егорьевском земском суде, где служил его отец; в 1793 году — копиист; в 1807 — протоколист егорьевской дворянской опеки при предводителе дворянства Г. П. Оболенском, в 1808 — повытчик рязанского губернского правления; вскоре переведён в Москву — повытчиком VII (Московского) департамента Сената. В октябре 1812 года определён в юридическую консультацию в департаменте Министерства юстиции в Петербурге. В 1813 году был переведён в V, а затем в VI департамент Сената в Москве.
В 1815—1817 годах слушал лекции Снегирёва и Давыдова по юридическим наукам в Московском университете. Вскоре он начал читать лекции по русской истории и юриспруденции в канцелярии сената сенатским чиновникам, готовившимся в полковые аудиторы. В 1818 году одна из лекций Хавского была напечатана. Ещё раньше, в 1817 году вышла его книга «О наследстве завещательном, родственном и выморочном», получившая высокую оценку М. М. Сперанского. За свои юридические сочинения Хавский получил диплом корреспондента Комиссии составления законов и предпринял обширное издание «Собрание российских законов», целью которого было расположить в хронологическом порядке весь законодательный материал, «чтобы по всем предметам российского законоведения заменить недостаток и неверность юридических книг». Усилиями Хавского было издано 23 тома.
По личному пожалованию императора 15 марта 1819 года он получил дворянский титул, став основателем рода Хавских.

В преклонном возрасте

В 1820 году, по инициативе московского генерал-губернатора князя Д. В. Голицына, был рассмотрен проект, поданный Хавским ещё в 1813 году, о сокращении «юстицких книг» вотчинной коллегии и о замене их новыми, печатными книгами; и, утвержденный 28 декабря 1821 года, он положил основание периодическому изданию сенатских объявлений для текущих запрещений и разрешений, налагаемых на имения. Для приведения же в надлежащий порядок прежних «юстицких книг» в Москве была учреждена комиссия, председателем которой с 1829 года состоял Хавский. До этого, после упразднения Комиссии составления законов Хавский, назначенный во второе отделение Собственной Его Императорского Величества канцелярии чиновником при библиотеке и архиве, сделался одним из деятельных сотрудников графа М. М. Сперанского по изданию Полного собрания законов. Он пожертвовал Второму отделению часть своей библиотеки, около 200 старинных книг юридического содержания, за что получил от государя брильянтовый перстень.
По совету Н. М. Карамзина и В. А. Жуковского Хавский написал историю законодательства при Александре I, начало которой было напечатано в «Русском Инвалиде» (1826. — № 18 и 19) под заглавием: «Взгляд на историю российских законов, изданных в царствование Александра I».

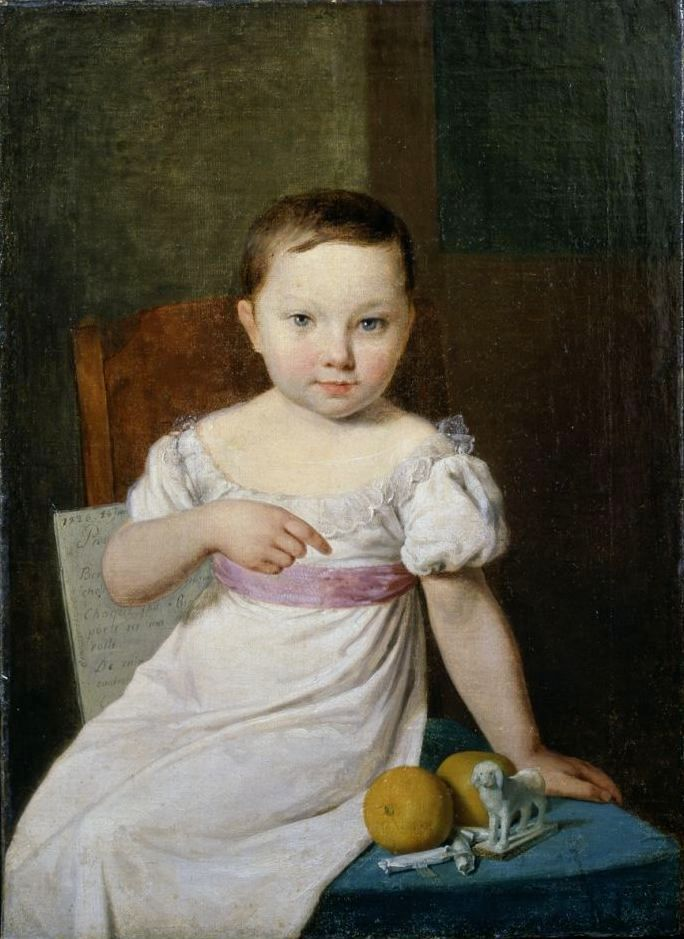
А. Г. Венецианов. Портрет дочери, Настеньки Хавской

В 1829 году по поручению министра юстиции Хавский вместе с М. М. Солнцевым и М. А. Дмитриевым приступил к осмотру сенатских архивов в Москве и разработке проекта описания документов, хранящихся в этих архивах. Составленный ими проект об учреждении комиссии для описания московских архивов — сенатского, государственного и вотчинного в 1835 году был утверждён министром юстиции Д. В. Дашковым и Хавский как один из составителей проекта был назначен постоянным членом комитета: на его долю пришлось изучение Вотчинного и Разрядного архивов. В 1837 году он был определён за обер-прокурорский стол в Сенате, потом переведен в 1-е отделение VI департамента.
Начиная с 1830-х годах Хавский стал публиковать множество статей по хронологии и издал справочник «Хронологические таблицы в трех книгах», за который получил половинную Демидовскую премию (1849).
Кроме множества заметок и статей в разных журналах вышли отдельными изданиями труды Хавского по истории Москвы и его генеалогические исследования. Одним из наиболее известных трудов Хавского стала книга «Семисотлетие Москвы, или Источники к её топографии и истории за семь веков», которая вышла в 1847 году.
П. В. Хавский был членом тайного сообщества «Союз благоденствия». После подавления восстания декабристов высочайше повелено оставить это без внимания, к следствию не привлекался.
В 1853 году был пожалован чином действительного статского советника, в 1873 году — тайного советника.
По очерёдности награждения входил в состав пенсионеров — кавалеров ордена Святой Анны 2-й степени (115 рублей в год).
Умер в Москве 22 января (3 февраля) 1876 года. Могила П. В. Хавского в Даниловом монастыре была утрачена при сносе некрополя в 1930-е годы.
Считается, что от фамилии Хавский, которую, видимо, носил кто-то из домовладельцев слободы в Замоскворечье и предок Петра Хавского, произошло название Хавская слобода, сохранившееся ныне в названии Хавская улица.

### История

«Семисотлетие Москвы 1147—1847, или Источники к её топографии и истории за семь веков» (1847)

- «Указатель источников истории и географии Москвы с её древним уделом» (1839)
- Указатель дорог от Кремля Московского к заставам и границам Московского уезда (1839)

- 2-е издание, переработана в 1847: «Семисотлетие Москвы, или Указатель источников к её топографии и истории за семь веков»
- 3-е издание, 1868: «Древность Москвы»

- «Хронологические таблицы в трех книгах» (1848): книга 1, книга 2, книга 3
- «О русских великих князьях, современных началу Москвы» (1851)
- «Об источниках истории Москвы и Московского университета» (1852)
- «Сокращенные хронологические таблицы» (1856)
- «Месяцесловы, календари и святцы русские» (1856), в том числе: книга 4
- «О тысячелетии Российского государства и способах проверки и исправления времяисчисления, показанного в русских летописях» (1861) и другие работы по хронологии и времяисчислению.

### Генеалогия
- «Предки и потомство рода Романовых» (1865)
- «Сокращенная родословная роспись к ним» (1868) и др.

За труды по генеалогии Хавский получил звание действительного члена Московского общества истории и древностей российских, а также Одесского; стал членом-корреспондентом Археографической комиссии и членом совета Лазаревского института восточных языков.

### Другое
Хавский написал также «Указатель часов Москвы» (1852) и «Изъяснение указателя часов Москвы» (1854), но получил от директора Пулковской обсерватории В. Я. Струве официальное уведомление, изобличавшее автора в совершенном невежестве в части астрономии.